# Saleh Farhan
Saleh Farhan (Baréin; 1 de enero de 1981) es un exfutbolista de Baréin que jugaba en la posición de centrocampista.

## Carrera

### Club
| Periodo   | Club       |
| --------- | ---------- |
| 2003-2004 | Riffa SC   |
| 2005      | Qatar SC   |
| 2005–2007 | Riffa SC   |
| 2007–2008 | Al-Hala SC |
| 2008–2014 | Riffa SC   |

### Selección nacional
Jugó para Baréin en 30 ocasiones de 2003 a 2006 y anotó cinco goles; participó en la Copa Asiática 2004.

## Logros
- Liga Premier de Baréin (2): 2012, 2014
- Copa del Rey de Baréin (1): 2010
- Copa Príncipe de la Corona de Baréin (1): 2004